# Тревожная депрессия
Тревожная депрессия (смешанное тревожное и депрессивное расстройство) — это психическое состояние, при котором у человека одновременно в равной степени присутствуют симптомы и тревоги, и депрессии, но по отдельности они выражены не так ярко, чтобы чётко определить расстройство. Характеризуется сниженным настроением, беспокойством, ощущением приближающейся катастрофы, смерти, неизлечимой болезни и т. п. В справочнике МКБ-10 классифицируется как F41.2 — «Смешанное тревожное и депрессивное расстройство», и чёткие критерии в описании отсутствуют. 
На данный момент тревожно-депрессивное расстройство является предварительным диагнозом, а пациенты наблюдаются у врачей-психиатров и психотерапевтов. Однако в ближайшее время с утверждением МКБ-11 (переход в России приостановлен правительством в 2024 г.) планируется выделить тревожно-депрессивное расстройство как самостоятельную диагностическую категорию. 

## Этиология
Причины появления болезни — чаще всего снижение защитных функций психики вследствие частых и продолжительных стрессов (дистрессов) и психотравмирующих ситуаций. Тревожная депрессия у детей может развиваться вследствие недостатка родительской ласки и поддержки, наличия неполной семьи, подавления ребёнка, буллинга. Связь тревожно-депрессивного расстройства с психотравмирующими событиями не всегда прослеживается, но долгий стресс всё же может повлиять на появление болезни.
Генетическая предрасположенность — также одна из самых важных причин развития тревожно-депрессивного расстройства. Дети, чьи родители страдали этой патологией, с повышенной долей вероятности будут страдать тем же недугом.
Таким образом, причины развития расстройства могут быть как внутренними (наследственность, нарушение гормонального фона и баланса нейромедиаторов в мозге), так и внешними (смерть близкого, потеря работы и т. д.).

## Клинические проявления
При тревожной депрессии человек испытывает такие симптомы, как беспокойство, раздражительность и нетерпеливость, склонность к чрезмерным опасениям, страх, плаксивость, ожидание худшего, безнадёжность, низкая самооценка, мучительное внутреннее напряжение, невозможность расслабиться, усталость, чувство взвинченности и нахождения на грани нервного срыва, внутренняя дрожь, ажитация. Перестают приносить удовольствие любимые занятия, исчезает также чувство удовольствия от социальной активности. Возникают такие жалобы, как снижение способности сконцентрироваться, ухудшение памяти, астения, бессонница. Могут возникать жалобы на учащённое сердцебиение, ощущение перебоев в работе сердца, ощущение сдавленности в грудной клетке, нехватки воздуха, тремор, чувство «кома» в горле, диарею, частые позывы на мочеиспускание, бледность или покраснение кожи, головокружение, ощущение «падения в обморок», нарушение сексуальной функции, стойкую слабость, шаткость, разнообразные телесные ощущения, нередко алгического характера.
В некоторых случаях при тревожной депрессии могут присутствовать ипохондрические симптомы — убеждение в наличии того или иного соматического заболевания, не подтверждающееся объективным обследованием. Человек может, например, испытывать страх перед онкологическим заболеванием, остановкой сердца, мучительной смертью и т. п.
Проявления тревожной депрессии у детей протекают несколько иначе, чем у взрослых, и могут характеризоваться выраженной агрессией в отношении детей и взрослых из-за ощущения уязвимости и страха быть побеждённым и униженным; могут возникать снижение внимания, снижение зрения, успеваемости, боли в спине.

## Лечение
Лечение тревожной депрессии проводит врач-психиатр или психотерапевт, чаще всего путём назначения антидепрессантов и других психотропных препаратов и/или применения психотерапии. Препараты уменьшают проявления тревоги и депрессии, но не решают проблему, поэтому наряду с медикаментозным лечением или вместо него желательно применение психотерапии, которая поможет разрешить причину тревожно-депрессивного расстройства. Предпочтение отдается когнитивно-поведенческой терапии, которая направлена на переосмысление негативных мыслей и установок.
При назначении антидепрессантов или других психотропных препаратов следует учитывать наличие у них стимулирующего или седативного эффекта. Так, среди антидепрессантов выделяют седативные, стимулирующие и сбалансированного действия (см. классификацию антидепрессантов), и применение стимулирующих антидепрессантов при тревожных депрессиях или при сложных тревожно-бредовых синдромах может усилить тревогу, страх, психомоторную ажитацию, нарушения сна. Если у пациента присутствуют суицидальные мысли, стимулирующие антидепрессанты могут способствовать реализации суицидальных тенденций. При депрессиях, в структуре которых преобладает тревога, могут назначаться седативные антидепрессанты или антидепрессанты сбалансированного действия, в отличие от депрессий, в структуре которых преобладает заторможенность и апатия и при которых могут назначаться стимулирующие антидепрессанты или антидепрессанты сбалансированного действия.
Существует большое количество психологических моделей тревожно-депрессивных расстройств и соответствующих им психотерапевтических подходов. К наиболее признанным в этой области относят аналитически-ориентированную терапию (Фрейд, 1922; Abraham, 1927; Bibring, 1953; Jacobson, 1971), межличностный подход (Klerman, 1993), поведенческую терапию (Wolpe, Lasarus, 1966; Lewinsohn, 1979), когнитивную терапию (Beck, 1984; Beck & Rush, 1979; Beck & Emery, 1985). Каждый из этих подходов акцентирует и разрабатывает определённый аспект этих расстройств, в известной степени игнорируя остальные. Так, аналитическая терапия фокусируется в основном на детских травмах; поведенческая — на устойчивых способах реагирования, возникших по механизму условнорефлекторной связи; межперсональная — на микросоциальном контексте указанных расстройств; когнитивная — на дисфункциональных паттернах мышления.

## Ажитированная депрессия
В МКБ-10 рубрика «Смешанное тревожное и депрессивное расстройство» (F41.2) выделена для случаев, когда ни один компонент не доминирует над другим и оба недостаточно развёрнуты для постановки диагноза какого-то тревожного или депрессивного расстройства. Ряд авторов в качестве варианта тревожной депрессии выделяет ажитированную депрессию:

При углублении тревожной депрессии она переходит в ажитированную. Больные в таком состоянии не в силах усидеть на месте, мечутся, стонут, заламывают руки. Нередко пытаются совершать суицидальные попытки в присутствии медицинского персонала или других лиц.
— Жариков Н. М., Урсова Л. Г., Хритинин Д. Ф. Психиатрия: Учебник
Многими авторами понятия тревожной и ажитированной депрессии употребляются как синонимы. Понятием "ажитированная депрессия" некоторые авторы обозначают состояние, когда депрессивный аффект сочетается не только с тревогой, но и с двигательным возбуждением. Это даёт основание некоторым авторам оспаривать правомерность понятия ажитированной депрессии.